# Ukrán Vasutak
Az Ukrán Vasutak vagy Ukrzaliznicjca (UZ) (ukrán nyelven: Укрзалізниця) állami tulajdonú részvénytársaság, amely a vasúti infrastruktúrát és a vasúti közlekedést igazgatja Ukrajnában; monopólium, amely az ország vasúti szállításának túlnyomó többségét ellenőrzi. Az Ukrán Vasutak a világ hatodik legnagyobb vasúti személyszállítója és a világ hetedik legnagyobb áruszállítója. 2020-ban a fő széles nyomtávú (1520 mm) vasúthálózat teljes hossza 19 787 kilométer volt, ezzel a világ 13. legnagyobb vasúthálózata. Ukrajnának számos szakasza van normál nyomtávolságú (1435 mm) vasútvonalból is, és jelenleg ezek bővítésén dolgozik, hogy javítsa az Európai Unióval való kapcsolatát.
2015-ben az Ukrán Vasutak egy állami ügynökség és egy állami vállalat egyesülésével állami tulajdonú részvénytársasággá alakult át. Az Ukrán Vasúti Közlekedés Állami Adminisztrációja az Infrastrukturális Minisztériumnak van alárendelve, amely a hat területi vasúti igazgatóságon  keresztül igazgatja a vasutat, amelyek a vasúti szállítás és karbantartás minden aspektusát közvetlenül ellenőrzik és biztosítják a közös Ukrzaliznicjca márkanév alatt. Az adminisztráció főigazgatóját az Ukrán Miniszteri Kabinet nevezi ki. A vállalat több mint 191 700 embert foglalkoztat országszerte.
A 2022-es ukrajnai orosz invázió idején az Ukrán Vasutak folytatta működését, hogy emberek millióit evakuálja és mentse az országon kívüli városokból. Az Ukrajna és Oroszország közötti vasúti összeköttetéseket az ukrán fegyveres erők felrobbantották, hogy megakadályozzák, hogy az oroszok használják őket, de a vasutak tovább működtek Ukrajnán belül, valamint Ukrajna és Lengyelország, Magyarország, a Moldova és Szlovákia között. Egy régóta elhagyott, Lengyelországgal közös határon átnyúló vasúti összeköttetést gyorsan helyreállították, és más, korábban csak teherszállításra használt vonalakat gyorsan megnyitottak a személyszállítás előtt.. A vasút több mint kétmillió embert evakuált Ukrajnából speciális evakuáló vonatokon. Miután a fekete-tengeri kikötők egy része elérhetetlenné vált a gabonaexport számára, a vasút lett az Európa többi része felé vezető exportútvonal. Északon és délen több vasúti szakasz vált használhatatlanná.

## Járműállomány

### Mozdonyok
2018-ban az Ukrán Vasutak 30 darab General Electric TE33AC Trident teherszállító dízelmozdonyt vásárolt. A 30 mozdony a tervek szerint a szélesebb körű együttműködés első lépése lett volna, amely egy 15 éves partnerséget, valamint további ukrán gördülőállomány cseréjét és korszerűsítését foglalja magában. Később, 2020-ban az Ukrán Vasutak vezérigazgatója, Volodimir Zsmak kijelentette, hogy nem látja szükségét további GE dízelmozdonyoknak, mivel a vállalat a nagyobb hatékonyság miatt az elektromos vontatásra fog összpontosítani.
Volodymyr Zhmak vezérigazgatói kinevezését követően a vállalaton belül 400 millió ₴ átcsoportosításra került sor a mozdonyok sürgős javítására 2020 végéig. 2020 végéig az intézkedés részeként a lvivi mozdonyjavító üzem már megrendelést kapott 6 villamos mozdony javítására.
2021-ben a tervek szerint ₴4,7 milliárdot költenek a meglévő mozdonypark javítására.
2020-tól az Alstom érdekelt az Ukrán Vasutak mozdonyparkjának megújításában a gyártás részleges lokalizációja révén. Volodimir Zsmak kijelentette, hogy az Ukrán Vasutak kezdetben 50 darab kétáramrendszerű villamos tehervonati mozdony megvásárlásában érdekelt. Az Alstom mozdonyok vásárlását a francia kormány finanszírozná.

## Statisztikák
Kulcsfontosságú adatok 2020-ból:
- Vasúti pálya (1520 mm) hossza: 19 787 km[1]
  - Villamosított pálya: 9319[1]
- Vasútállomások száma: 1402[1]
- Tehervagonok száma: 85 200[1]
- Személykocsik száma: 3883 (aktív üzemben - 2681)[15]
- Mozdonyok száma: 1944[1]
  - Villamosmozdonyok száma: 1627[1]
  - Dízelmozdonyok száma: 301[1]
- Az alkalmazottak átlagos száma: 266 300 fő[1]
- A szállított utasok száma (2019): 149,6 millió[1]
- Teherszállítás (2019): 312,4 millió tonna[1]

## A jövő
Ukrajna EU-tagságra való törekvése során ismét felmerült az az elképzelés, hogy az ország központjait nagysebességű vasútvonalakkal kapcsolják be a közép- és nyugat-európai hálózatba, vagy akár az ország teljes hálózatát normál nyomtávra alakítsák át. Tekintettel azonban a 100 milliárd euróra becsült költségekre, ez utóbbi valószínűleg csak elképzelés marad, vagy kezdetben a fővonalakra és a kulcsfontosságú régiókra korlátozódik.